# Mạc Kính Hẻ
Mạc Kính Hẻ (莫敬喜), cũng có tên là Mạc Kính Thụy (莫敬瑞) hay Mạc Nguyên Thanh (莫元清), là vị vua (không chính thức) của nhà Mạc thời hậu kỳ trong lịch sử Việt Nam. Nguyên quán Mạc Kính Hẻ là người xã Cao Đôi, huyện Bình Hà (nay là thôn Long Động, xã Nam Tân, huyện Nam Sách, tỉnh Hải Dương). Tuy nhiên, ông không được nhắc đến trong sử sách Việt Nam.

## Thân thế
Trong sử sách Việt Nam không thấy nhắc đến nhân vật này, nhưng theo sử nhà Thanh thì Mạc Kính Hẻ là con của Mạc Kính Diệu và là anh của Mạc Đức Tông Kính Quang. Năm 1661, nhà Thanh phong cho Mạc Kính Diệu làm Quy Hóa tướng quân. Đến tháng 12 cùng năm thì phong cho Mạc Nguyên Thanh làm An Nam Đô thống sứ. Năm 1677, Mạc Kính Vũ bị chúa Trịnh Tạc sai lực lượng mạnh do tướng Đinh Văn Tả đem quân đánh. Bị đánh bất ngờ, Mạc Kính Vũ chạy sang Long Châu (nay thuộc Quảng Tây, Trung Quốc). Hoàng đế Thanh Thánh Tổ Khang Hy sai bắt một số dư đảng nhà Mạc, trao trả cho quân Lê - Trịnh. Các dư đảng còn lại của nhà Mạc tôn Mạc Kính Hẻ lên ngôi tiếp tục chống nhà Lê.

## Vua vô danh và thất bại
Sau khi lên làm vua năm 1677, Mạc Kính Hẻ liên tục phải đối phó với những đợt tấn công lớn của quân Lê - Trịnh. Lúc này, tướng Đinh Văn Tả vì có công đánh bại Mạc Kính Vũ nên được chúa Trịnh thưởng cho. Thấy họ Mạc vẫn còn cai trị Cao Bằng, Trịnh Tạc sai Đinh Văn Tả, tuổi đã cao, cùng với hơn 1 vạn quân lên đánh năm 1681. Biết quân mình quá yếu để chống cự, Mạc Kính Hẻ phải chạy sang Long Châu. Quân Lê - Trịnh tràn vào thành, đốt phá, chém giết không ngừng. Lúc này, nhiều tướng nhà Mạc đã chán nản, nên về hàng bên Lê - Trịnh hoặc từ chức bỏ về quê. Theo Thanh sử cảo, sau khi Mạc Kính Hẻ bị quân Lê - Trịnh đánh bại, các dư đảng nhà Mạc tôn em trai là Mạc Kính Quang lên làm vua. Kính Quang sai sứ sang nhà Thanh cầu phong, được Hoàng đế Khang Hy phong làm An Nam Đô thống sứ.
Mạc Kính Hẻ phải ở lại Long Châu và sống ở đó đến hết đời, không rõ ông bao nhiêu tuổi, thụy hiệu là Hoàn Thiên Thanh Địa Đoạt Văn Dương Vũ Huệ Đại Vương, miếu hiệu là Quý Tông, niên hiệu là Vĩnh Xương.